# John Forsythe
Pour les articles homonymes, voir Forsythe.
John Forsythe, né John Lincoln Freund le 29 janvier 1918 à Penns Grove (New Jersey) et mort le 1er avril 2010 à Santa Ynez (Californie), est un acteur américain.

## Biographie

### Carrière
À la télévision, John Forsythe a notamment interprété des rôles principaux dans les séries Bachelor Father (en) et Dynastie avec le personnage de Blake Carrington. 
Il est également connu pour avoir été la voix de Charlie dans la série Drôles de dames et ses deux suites cinématographiques, Charlie et ses drôles de dames et Charlie's Angels : Les Anges se déchaînent !.
Au cinéma, il a notamment joué pour Alfred Hitchcock dans Mais qui a tué Harry ? (avec Shirley MacLaine) et dans L'Étau, et pour Richard Brooks dans De sang-froid et The Happy Ending (avec Jean Simmons).

### Mort
John Forsythe meurt d'une pneumonie aiguë le 1er avril 2010 à l'âge de 92 ans. Il est inhumé à Santa Monica (Californie) au cimetière Oak Hill.

## Filmographie

### Cinéma
- 1943 : Du sang sur la neige (Northern Pursuit) : Un caporal
- 1943 : Destination Tokyo : Un marin
- 1952 : The Captive City : Jim Austin
- 1953 : It Happens Every Thursday (en) de Joseph Pevney avec Loretta Young : Bob McAvoy
- 1953 : Le Crime de la semaine (The Glass Web) de Jack Arnold avec Edward G. Robinson : Don Newell
- 1953 : Fort Bravo (Escape from Fort Bravo) : Capt. John Marsh
- 1955 : Mais qui a tué Harry? (The Trouble with Harry) : Sam Marlowe
- 1956 : La Fille de l'ambassadeur (The Ambassador's Daughter) : Sgt. Danny Sullivan
- 1956 : Everything But the Truth de Jerry Hopper avec Maureen O'Hara : Ernie Miller
- 1959 : L'Aigle noir (Il vendicatore) de William Dieterle avec Rosanna Schiaffino
- 1964 : Kitten with a Whip (en) / La Chatte au fouet de Douglas Heyes avec Ann-Margret
- 1966 : Madame X de David Lowell Rich : Clayton Anderson
- 1967 : De sang-froid (In Cold Blood) de   Richard Brooks : Alvin Dewey
- 1969 : L'Étau (Topaz) : Michael Nordstrom
- 1969 : The Happy Ending : Fred Wilson
- 1978 : Goodbye et Amen (Goodbye e Amen) de Damiano Damiani : L'ambassadeur Américain
- 1979 : Justice pour tous (..And Justice for All) : Juge Henry T. Fleming
- 1988 : Fantômes en fête (Scrooged) : Lew Hayward
- 1991 : Stan and George's New Life (en) : Father
- 1997 : Kings of the Court
- 2000 : Charlie et ses drôles de dames : Charlie Townsend (voix)
- 2003 : Charlie's Angels : Les Anges se déchaînent ! : Charlie Townsend (voix)

### Télévision

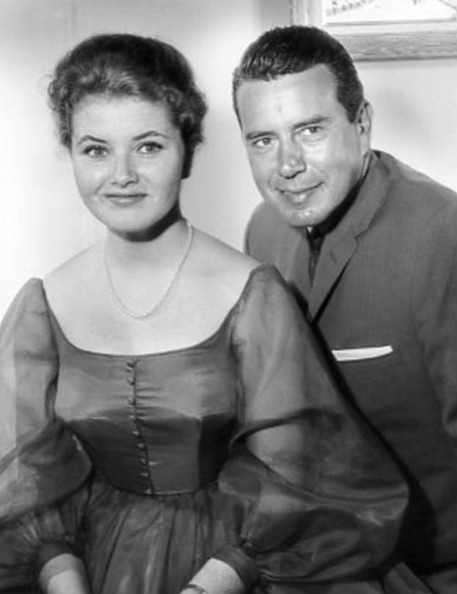
John Forsythe et Noreen Corcoran dans la série Bachelor Father (1957–1962).

- 1948-1955 : Studio One (série télévisée) : Pete Maynard
- 1955 : Alfred Hitchcock présente (série télévisée) : Kim Stanger
- 1955-1958 : Climax! (série télévisée) : Adam Barclay / Frank Colby / Joe Sullivan / Tommy Jordan / Graham Johnson
- 1957-1962 : Bachelor Father (en) (série télévisée) : Bentley Gregg
- 1963 et 1966 : Insight (série télévisée) : Ray
- 1964 : See How They Run (en) (téléfilm) : Martin Young
- 1968 : Shadow on the Land (téléfilm) : Gen. Wendell Bruce
- 1969-1971 : To Rome with Love (série télévisée) : Michael Endicott
- 1971 : Murder Once Removed (téléfilm) : Dr Ron Wellesley
- 1973 : The Letters (téléfilm) : Paul Anderson
- 1974 : Police Story (série télévisée) : Sam McCullogh
- 1974 : Terror on the 40th Floor (téléfilm) : Daniel Overland
- 1975 : Medical Story (en) (série télévisée) : Amos Winkler
- 1975 : The Deadly Tower (série télévisée) : Lieutenant Elwood Forbes
- 1976-1981 : Drôles de dames (Charlie's Angels) (série télévisée) : Charlie Townsend (Voix)
- 1977 : Tail Gunner Joe de Jud Taylor (téléfilm) : Paul Cunningham
- 1977 : Never Con a Killer (téléfilm) : E.J. Valerian
- 1977 : Emily, Emily (téléfilm) : Niles Putnam
- 1978 : The Users (en) (téléfilm) : Reade Jamieson
- 1978 : Cruise into Terror (téléfilm) : Reverand Charles Matter
- 1978 : With This Ring (en) (téléfilm) : General Albert Harris
- 1980 : A Time for Miracles (en) (téléfilm) : Postulator
- 1981 : Sizzle (téléfilm) : Mike Callahan
- 1981-1989 : Dynastie (Dynasty) (série télévisée) : Blake Carrington
- 1982 : Mysterious Two (téléfilm) : Hé
- 1983 : La croisière s'amuse (série télévisée), saison 7, épisodes 1 et 2 : Burt
- 1985-1986 : Les Colby (The Colbys) (série télévisée) : Blake Carrington
- 1987 : On Fire (téléfilm) : Joe Leary Sr
- 1990 : Opposites Attract (téléfilm) : Rex Roper
- 1991 : Dynasty: The Reunion (en) (téléfilm) : Blake Carrington
- 1992-1993 : The Powers That Be (série télévisée) : Sen. William Franklin Powers

## Distinctions
- 40e cérémonie des Golden Globes 1983 : Meilleur acteur dans une série dramatique pour Dynastie (Dynasty) (1981-1989).
- 41e cérémonie des Golden Globes 1984 : Meilleur acteur dans une série dramatique pour Dynastie (Dynasty) (1981-1989).
- 1984 : Soap Opera Digest Awards du meilleur acteur dans une série télévisée dramatique pour Dynastie (Dynasty) (1981-1989).
- 1984 : Soap Opera Digest Awards du meilleur acteur dans un rôle majeur dans une série télévisée dramatique pour Dynastie (Dynasty) (1981-1989).
- 2003 : TV Land Awards du personnage préféré "Entendu mais pas vu" dans une série télévisée dramatique pour Drôles de dames (Charlie's Angels) (1976-1981).
- 2007 : TV Land Awards du personnage préféré "Entendu mais pas vu" dans une série télévisée dramatique pour Drôles de dames (Charlie's Angels) (1976-1981).

### Nominations
- 39e cérémonie des Golden Globes 1982 : Meilleur acteur dans une série dramatique pour Dynastie (Dynasty) (1981-1989).
- Primetime Emmy Awards 1982 : Meilleur acteur dans une série télévisée dramatique pour Dynastie (Dynasty) (1981-1989).
- Primetime Emmy Awards 1983 : Meilleur acteur dans une série télévisée dramatique pour Dynastie (Dynasty) (1981-1989).
- Primetime Emmy Awards 1984 : Meilleur acteur dans une série télévisée dramatique pour Dynastie (Dynasty) (1981-1989).
- 42e cérémonie des Golden Globes 1985 : Meilleur acteur dans une série dramatique pour Dynastie (Dynasty) (1981-1989).
- 43e cérémonie des Golden Globes 1986 : Meilleur acteur dans une série dramatique pour Dynastie (Dynasty) (1981-1989).
- 1986 : Soap Opera Digest Awards du meilleur acteur dans une série télévisée dramatique pour Dynastie (Dynasty) (1981-1989).
- 1986 : Soap Opera Digest Awards du super couple préféré partagé avec Linda Evans dans une série télévisée dramatique pour Dynastie (Dynasty) (1981-1989).
- 44e cérémonie des Golden Globes 1987 : Meilleur acteur dans une série dramatique pour Dynastie (Dynasty) (1981-1989).
- 1988 : Soap Opera Digest Awards du super couple préféré partagé avec Linda Evans dans une série télévisée dramatique pour Dynastie (Dynasty) (1981-1989).
- 2004 : TV Land Awards du personnage préféré "Entendu mais pas vu" dans une série télévisée dramatique pour Drôles de dames (Charlie's Angels) (1976-1981).
- 2005 : TV Land Awards du personnage préféré "Entendu mais pas vu" dans une série télévisée dramatique pour Drôles de dames (Charlie's Angels) (1976-1981).

## Voix françaises

### En France
- Jean-Claude Michel dans :
  - Madame X
  - Justice pour tous
  - Dynastie (série télévisée)
  - Dynastie 2 : Les Colby (série télévisée)
  - Dynastie : La Réunion (téléfilm)

- François Dunoyer dans :
  - Charlie et ses drôles de dames (voix)
  - Charlie et ses drôles de dames 2 (voix)

et aussi :
- Michel Roux dans Fort Bravo
- Roland Ménard dans Mais qui a tué Harry ?
- Jean Berger dans Drôles de dames (série télévisée - voix)
- Edmond Bernard dans Fantômes en fête